# Gustav Moritz Franz

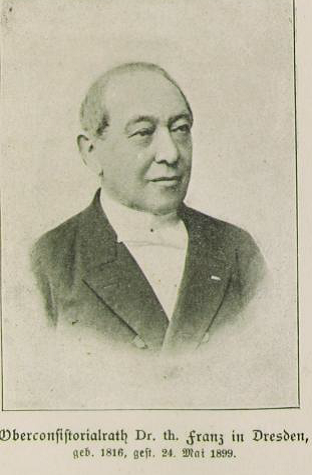
Oberconsistorialrat D. Franz 1816 – 1899

Gustav Moritz Franz (* 3. Februar 1816 in Sosa; † 26. Mai 1899 in Dresden) war ein deutscher evangelischer Theologe.

## Leben
Von 1834 bis 1837 studierte er Theologie in Leipzig. Nach Hauslehrerstellen in Langenhessen und im Blaufarbenwerk Schindlerswerk bei Bockau nahm Franz 1842 als Oberlehrer die einzige Lehrerstelle im neu gegründeten königlich-sächsischen Lehrerseminar Annaberg an. Von 1847 bis 1852 war er dessen erster Rektor. Nach einem Intermezzo als Pfarrer in Grünstädtel wirkte Franz von 1856 bis 1873 als Superintendent in Annaberg. Anschließend war er bis 1884 Superintendent in Dresden, wo er am 26. Mai 1899 starb. Er wurde auf dem Trinitatisfriedhof beigesetzt.